# 安平駅 (釜山広域市)
安平駅（アンピョンえき）は、大韓民国釜山広域市機張郡にある釜山交通公社4号線の駅。駅番号は414。
同線の終着駅で、「古村住宅団地」を副駅名としている。

## 駅構造
島式ホーム1面2線の高架駅。保安用にフルスクリーンタイプのホームドアを有する。出入口は4箇所に設けられている。

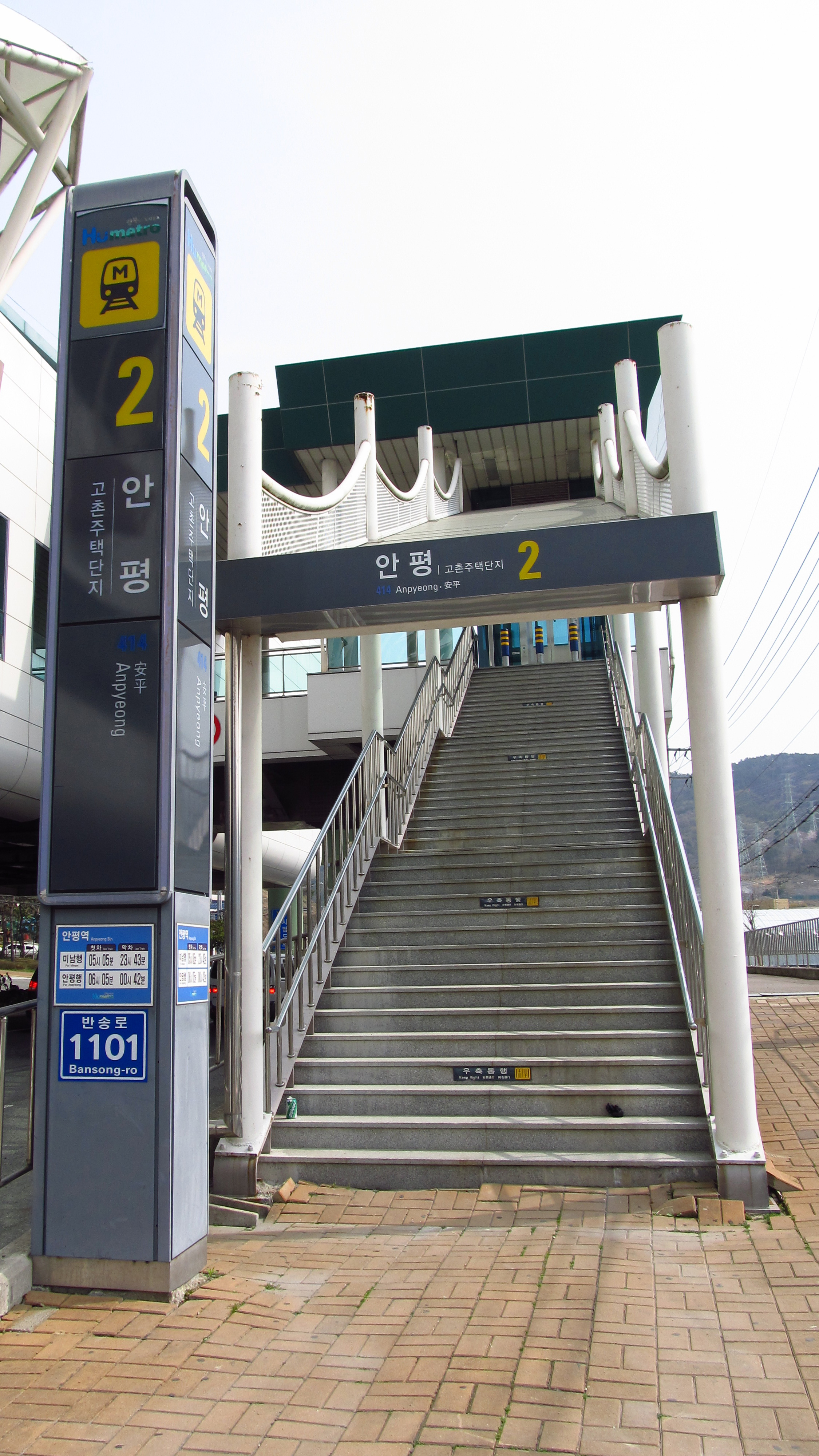
1番出入口（2018年4月）
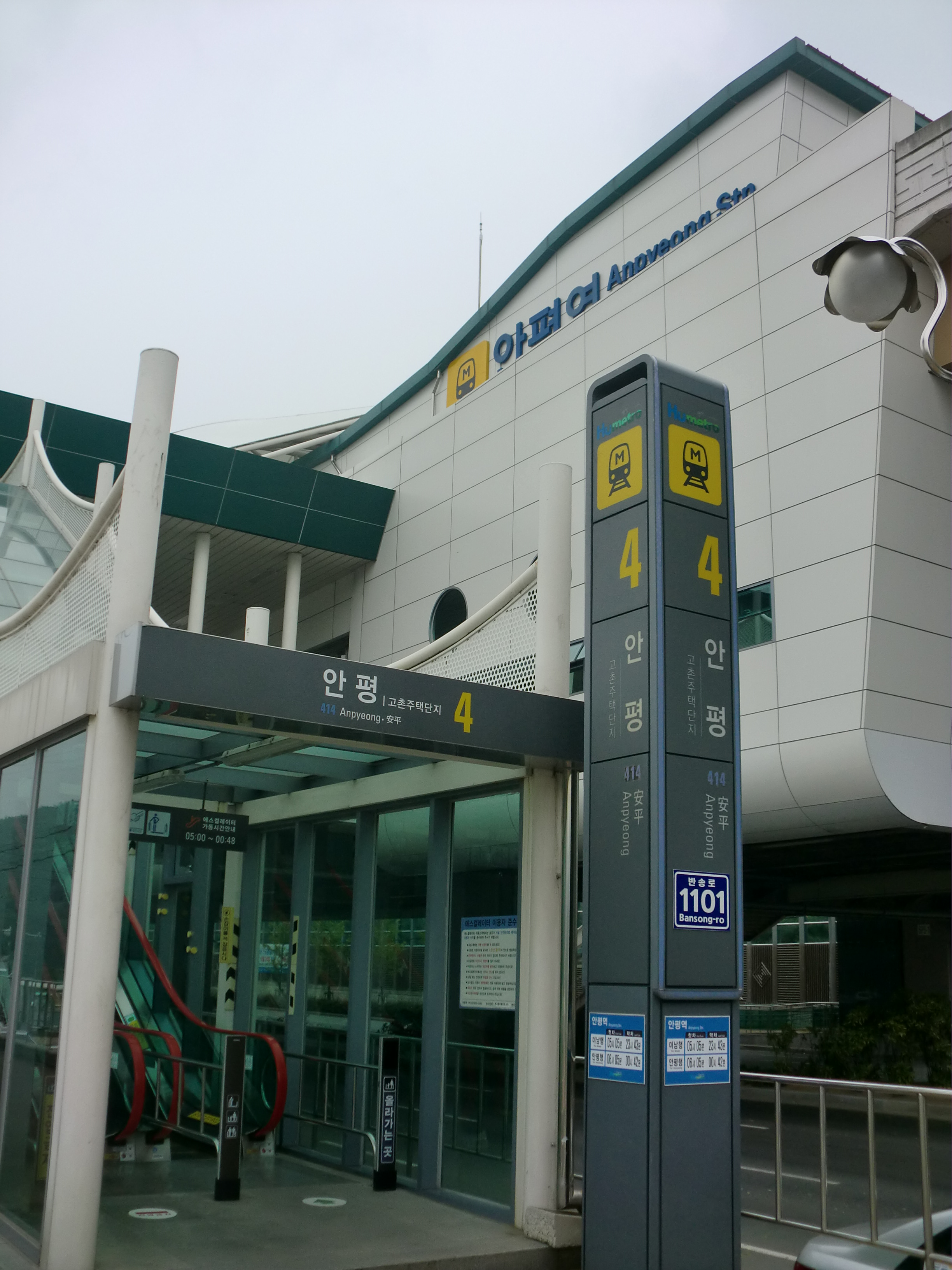
4番出入口（2014年7月）
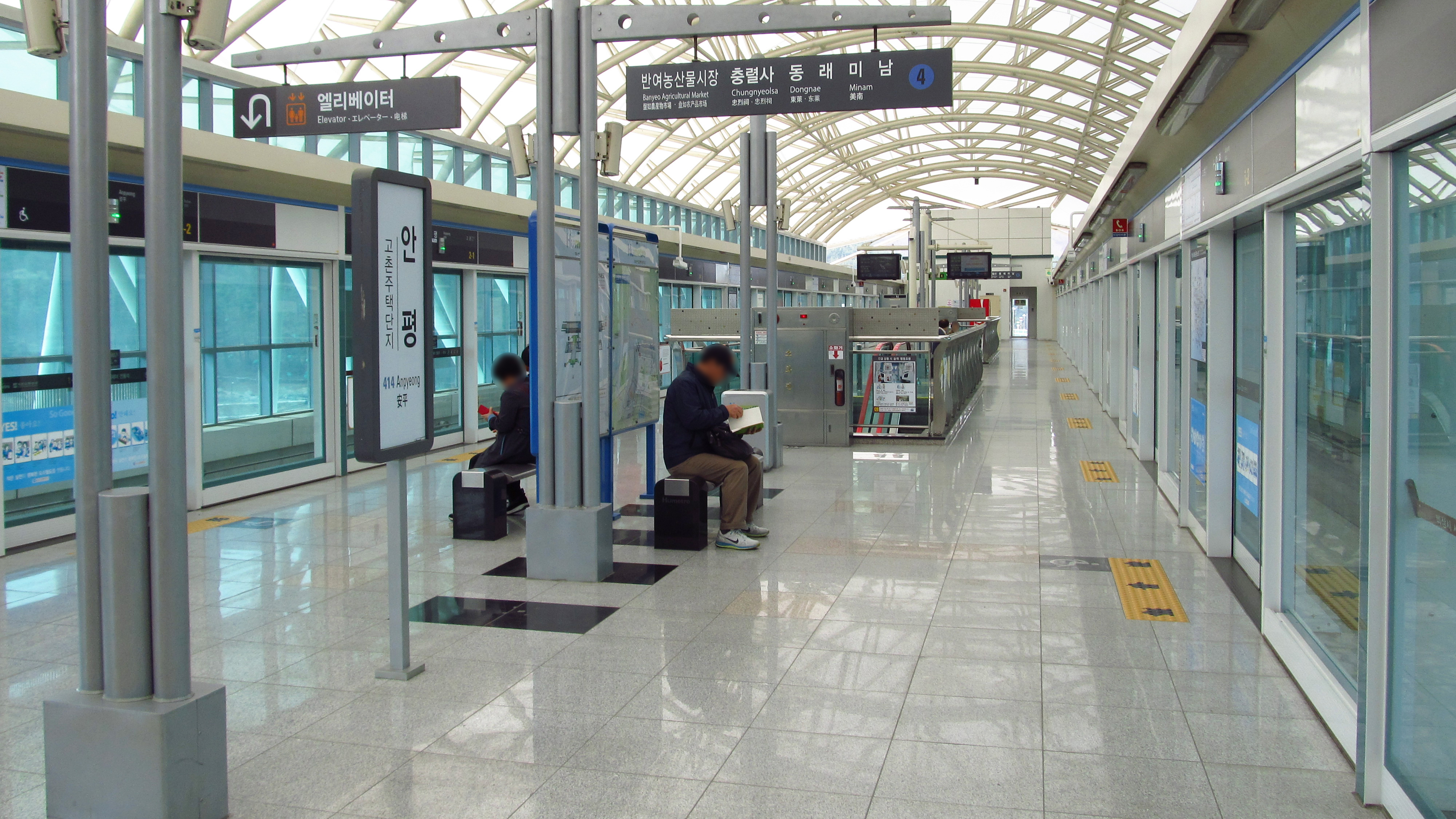
ホーム（2018年4月）
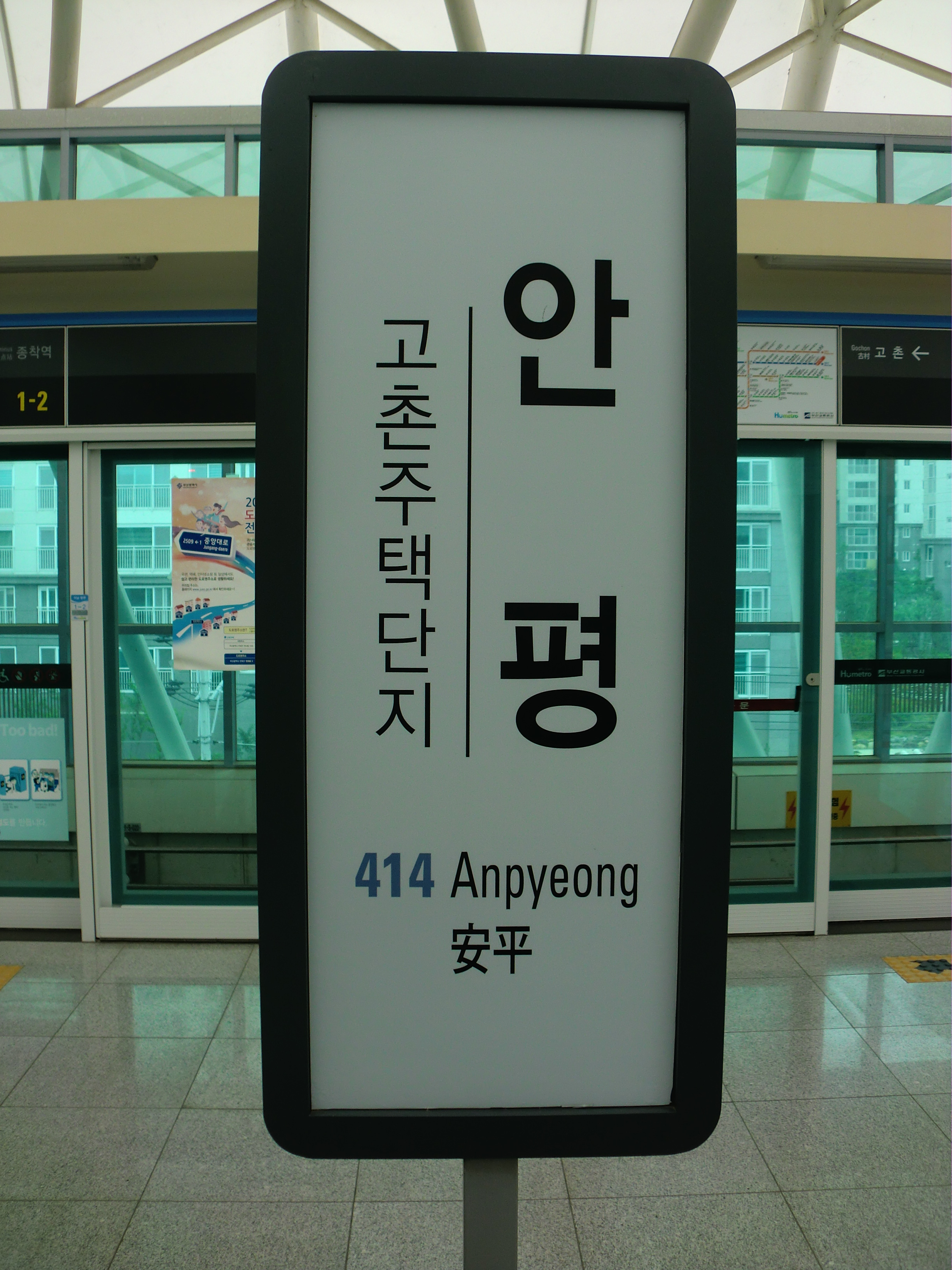
駅名標
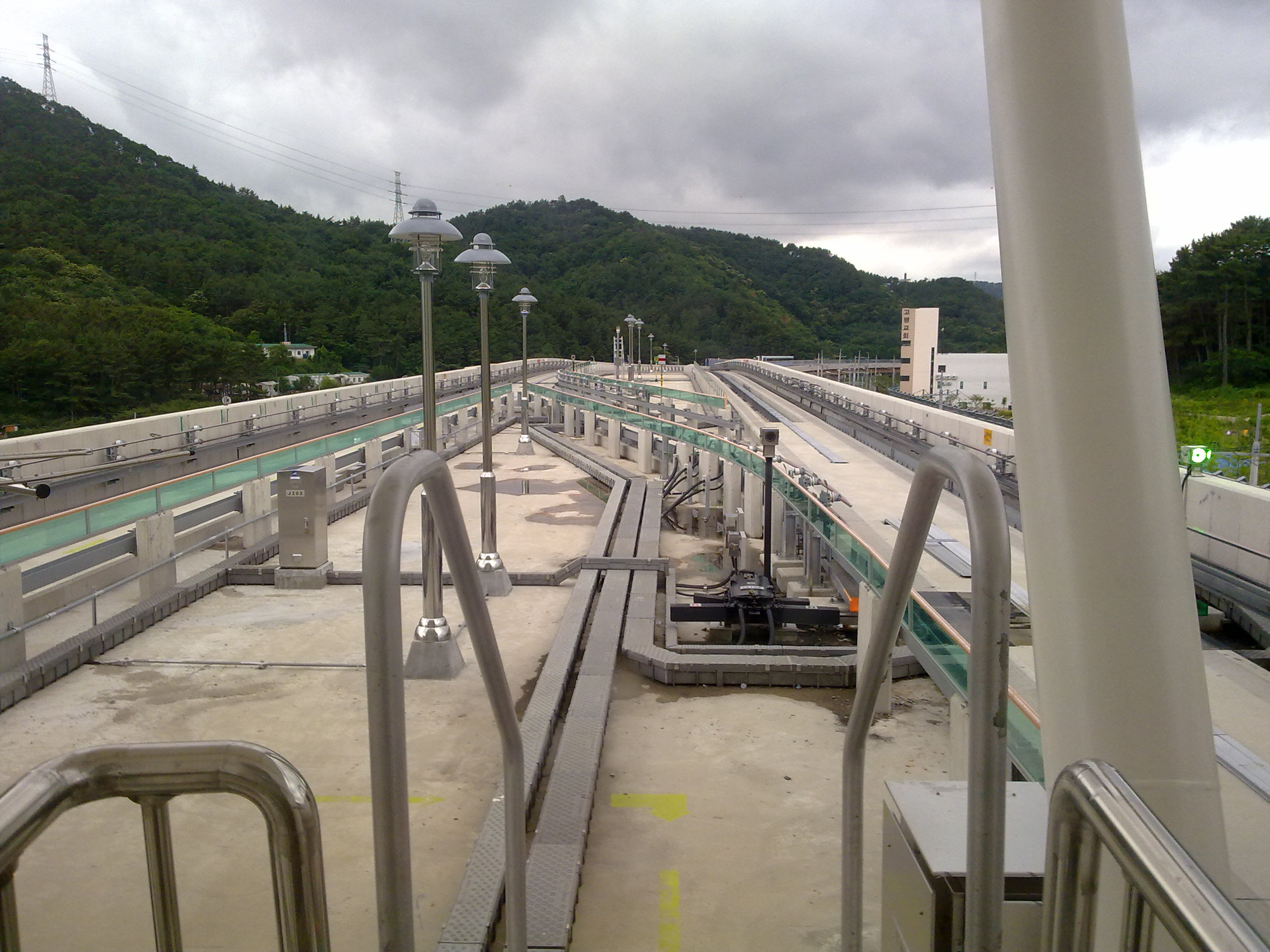
美南方面を望む

### のりば
| 上り | 4号線 | 美南方面 |
| 下り | 4号線 | 降車専用 |

## 歴史
- 2011年3月30日 - 開業[1]。

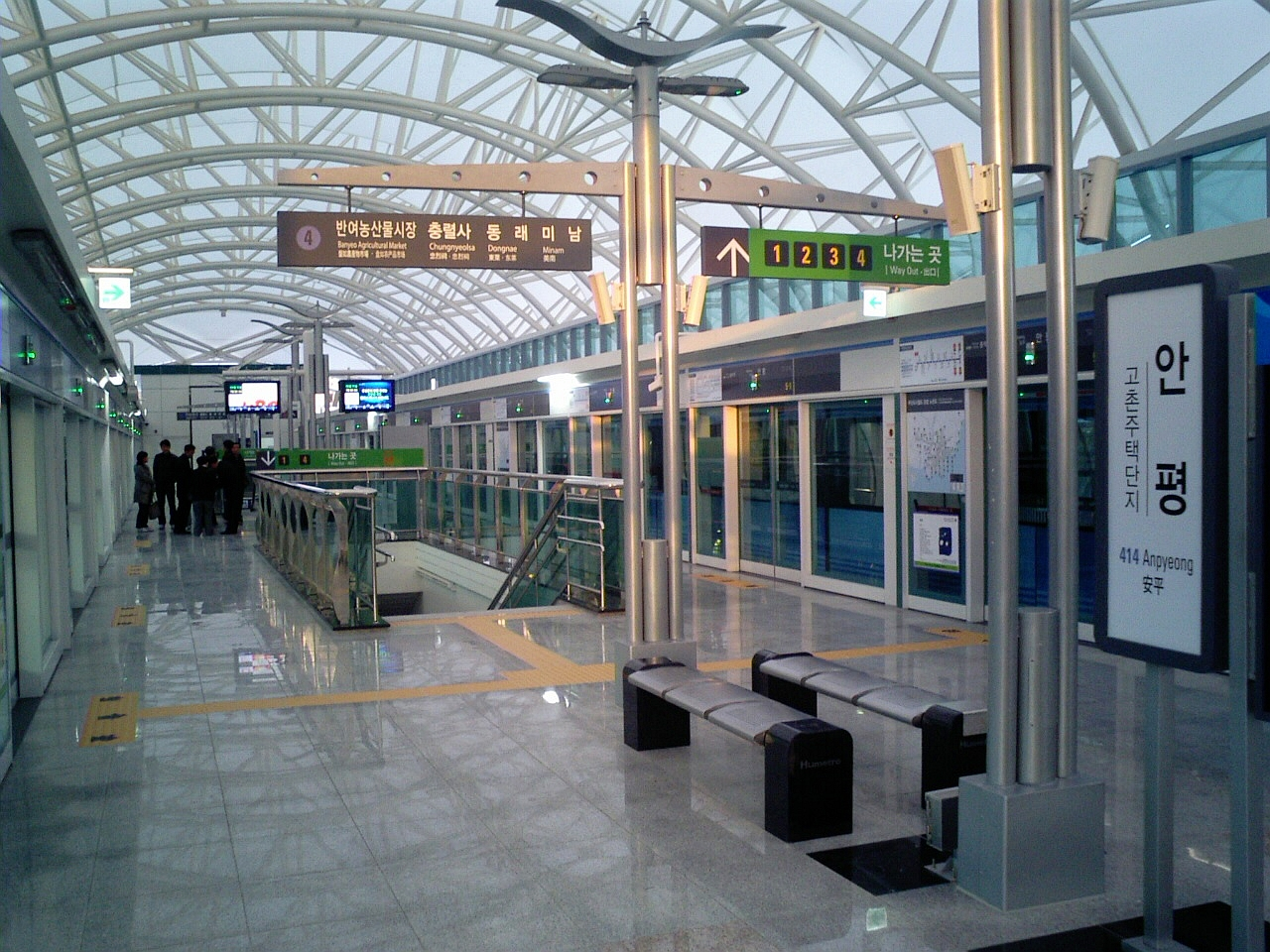
開業前のホーム（2011年3月15日）

## 駅周辺
- 釜山交通公社 軽電鉄運営事業所
- 新進初等学校

## 隣の駅
釜山交通公社
 4号線
古村駅 (413) - 安平駅 (414) - 安平基地簡易駅